# Musée régional du Brunswick

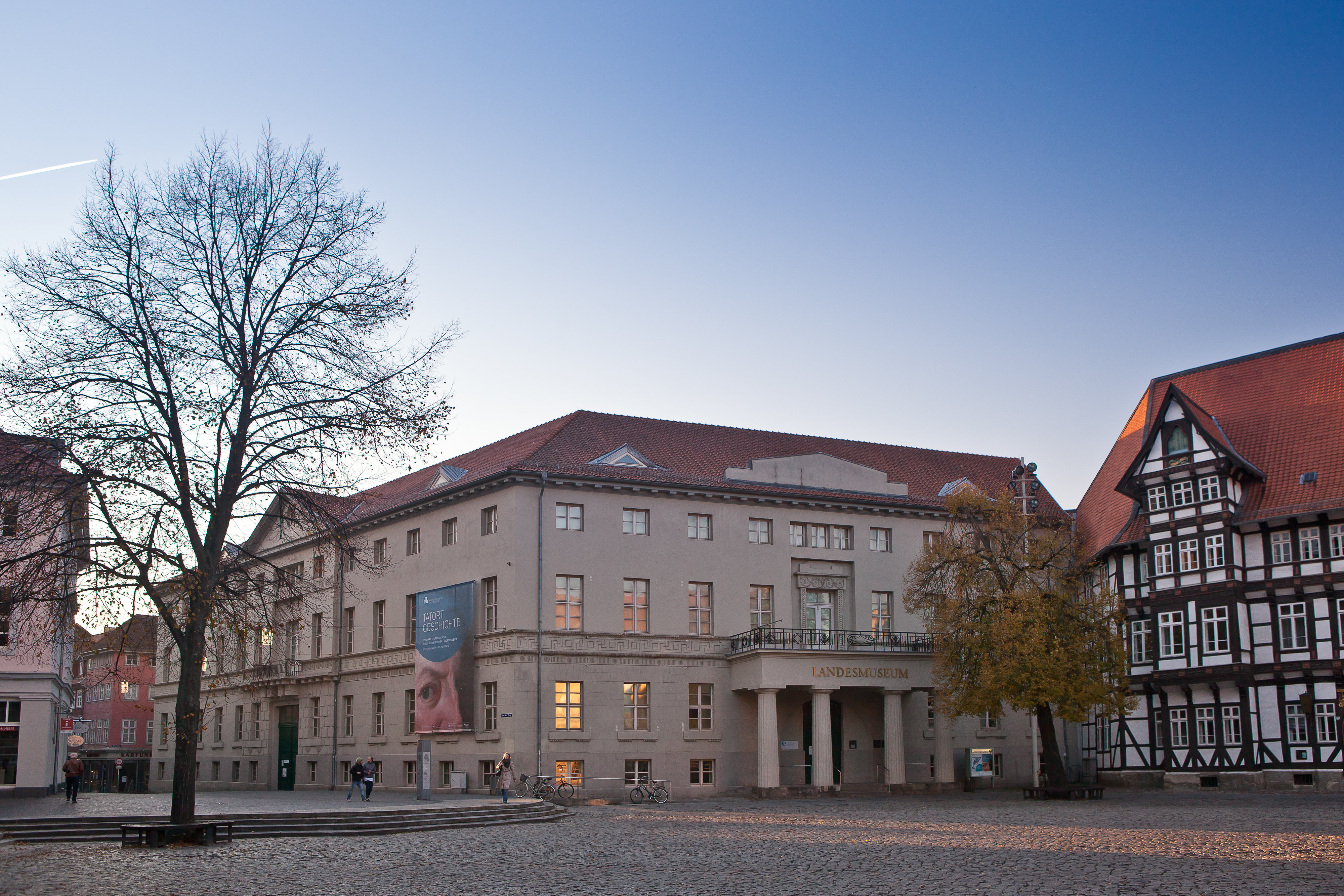
La Vieweg-Haus abrite le musée régional du Brunswick.

Le musée régional du Brunswick (BLM) est un musée historique de la ville de Brunswick, le seul classé comme tel en Basse-Saxe. Ce musée régional s'étend sur quatre sites distincts : la Vieweg (de)-Haus sur la Burgplatz et Hinter Ägidien à Brunswick, la chancellerie de Wolfenbüttel et le musée de la paysannerie de Bortfeld.

## Histoire du musée

### Musée patrimonial
Le musée régional du Brunswick a été inauguré le 11 octobre 1891 comme musée du patrimoine et de l'histoire régionale du Brunswick (Vaterländisches Museum für Braunschweigische Landesgeschichte) ; il fut d'abord installé dans un immeuble de la rue Hagenscharrn. Il servit d'abord à recueillir la collection réunie en 1890 à l'occasion du jubilé du « Duc Noir », Frédéric-Guillaume de Brunswick-Wolfenbüttel.
En 1902, il déménagea dans l'église Saint-Égide (de) et les locaux du monastère bénédictin et de l'abbaye Saint-Paul (de) adjacents. Son premier directeur en titre sera, de 1910 à 1935, l'historien de l'art Karl Steinacker (de) (1872–1944).
Sous le Troisième Reich, ce musée a été nationalisé le 1er octobre 1935 et renommé « musée régional du Brunswick pour l'Histoire et le Peuple » (Braunschweigisches Landesmuseum für Geschichte und Volkstum) en 1938, nom qu'il conserva jusqu'à la fin 1982. Son directeur était un nationaliste convaincu, Johannes Dürkop (de) (1905–1945).

### Détour par la Vieweg-Haus
Vers la fin de la Seconde Guerre mondiale, il fallut restituer les locaux de l'église Saint-Égide à la paroisse catholique Saint-Nicolas, à la fois en raison des bombardements mais aussi de l'afflux en ville de réfugiés, qui avait fait bondir les effectifs de la communauté catholique. Le chantier de reconstruction de la chapelle Saint-Paul et du monastère se prolongèrent jusqu'en 1959. Ce n'est qu'en 1960 que le public put retrouver son musée. Le nouveau directeur, jusqu'en 1965, est Alfred Tode (de) (1900–1996). Son successeur est Rolf Hagen (de) jusqu'en 1986.
Le déménagement des éditions Vieweg à Wiesbaden en 1976 a libéré la „Vieweg-Haus“ sur la Burgplatz. De 1983 à 1985 cet immeuble a été entièrement réaménagé pour les besoins du musée : c'est ainsi que, 44 ans après son changement de nom, le musée a repris ces locaux en 1985. Aujourd'hui le musée se consacre à l'histoire du duché de Brunswick et de l’État libre de Brunswick de la Préhistoire et l’Antiquité jusqu'au présent. Outre les grandes expositions tenues dans la „Vieweg-Haus“, le principal site sur la Burgplatz, le musée dispose de trois autres sites : „Hinter Aegidien“ qui abrite le musée du judaïsme, la Nouvelle Chancellerie de Wolfenbüttel et ses expositions permanentes consacrées à la Préhistoire et l’Antiquité de la région ; et enfin le musée de la Paysannerie à Bortfeld,.

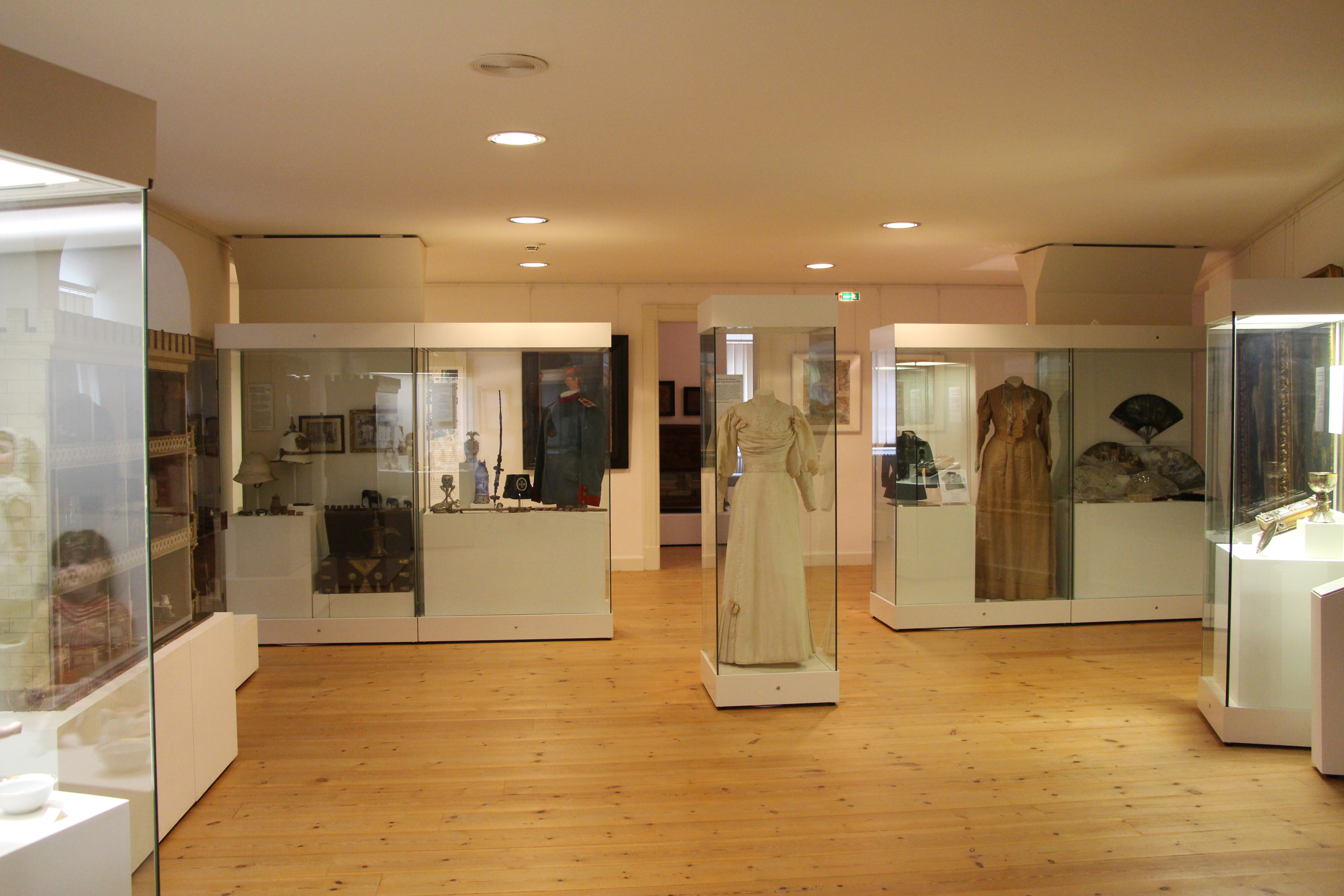
Département consacré au XIX.

Les collections du musée sont présentées selon un ordre thématico-chronologique. En 1981, le musée du Brunswick a acquis pour 4 500 000 DM la collection de calculatrices des usines Brunsviga de Brunswick. Constituée en musée de l'usine dès 1910 par le directeur Franz Trinks, elle réunit quelque 400 machines souvent uniques et une bibliothèque technique.
La Vieweg-Haus est devenue au fil des ans le centre de l'histoire culturelle de la région, en couvrant l'histoire du Brunswick depuis l'époque carolingienne jusqu'à la période contemporaine. Grâce à ses quatre sites, elle est l'un des plus grands musées d’Allemagne.

### Le plus vieux musée du judaïsme

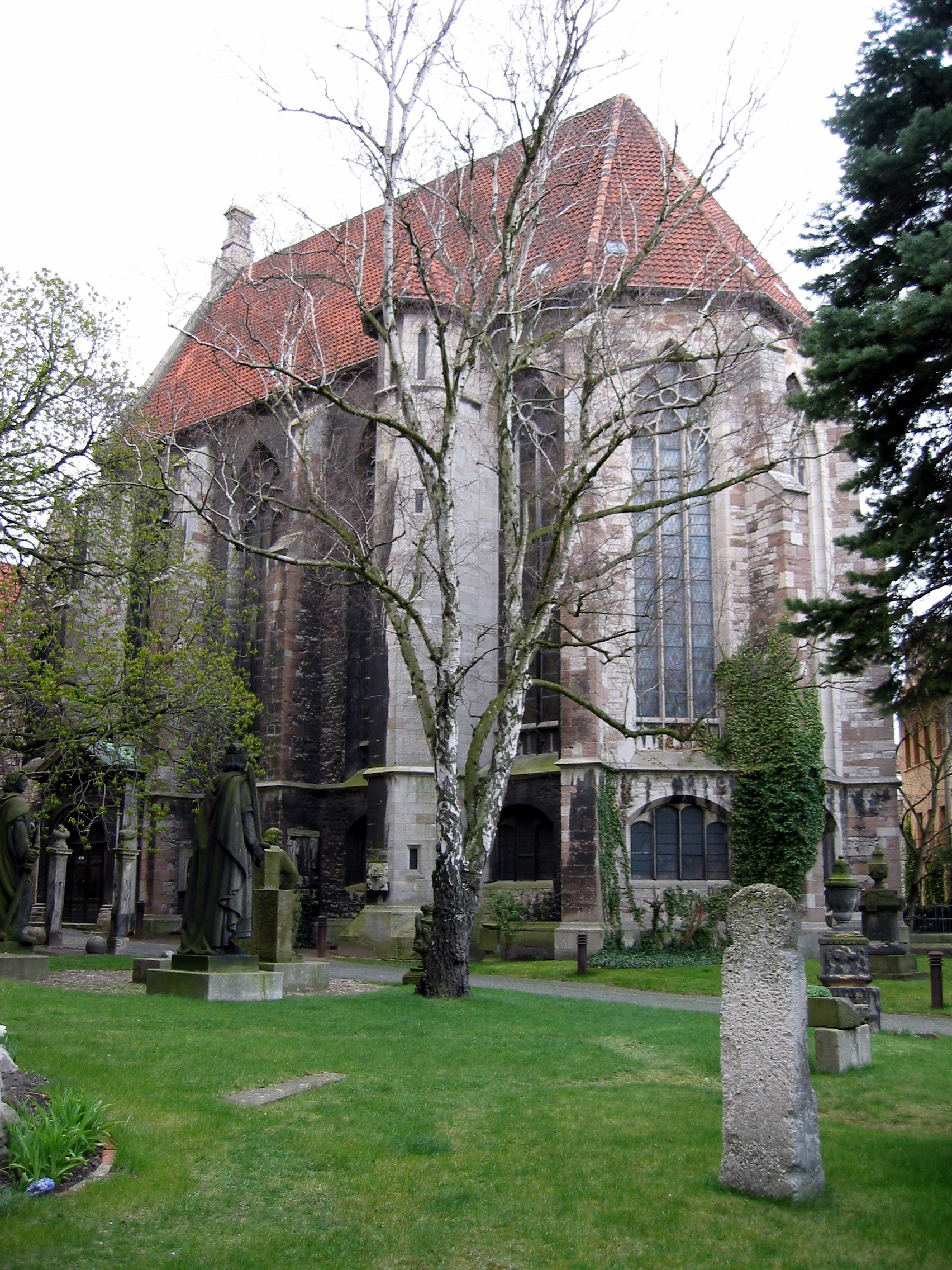
Le site Hinter Aegidien et le musée du judaïsme.

Dans la rue Hinter Ægidien se trouve le chœur du monastère Saint-Paul, remontant au milieu du XIIe siècle, où siégeait l'ancien gouvernement régional du Brunswick, dissout en 1912. Ce chœur a été converti en 1913 en monastère. C'est le plus vieux musée du judaïsme au monde.
Le joyau de la collection est la restitution du décor intérieur de la synagogue de Hornburg, rasée en 1924. Le musée possède en outre une grande collection d'objets cultuels et de manuscrits juifs (judaica). Les panneaux donnent des explications détaillées et des documents sur la liturgie juive, l'émergence du judaïsme réformé et finalement l'extermination à Bergen-Belsen.
Le musée s'est constitué dès 1746 autour du legs du juif de cour Alexander David (de) (1687–1765). Cette collection est exposée dans le monastère depuis la fondation du musée en 1891 jusqu'en 1944 ; par suite du manque de place après 1945, elle n'a pu être rouverte au public qu'à partir de 1987.

## Expositions

### Les collections permanentes
- Histoire régionale
- Histoire du monastère et musée du judaïsme
- Archéologie dans la chancellerie

### Expositions historiques
- Une femme extraordinaire (2010 à 2013)
- Histoire du crime (2011-2012)
- A sentimental journey no 1: Portraits (2012-13)
- Luxus in Scherben – Das Thema der Ausstellung! (2013)
- 1913 – Herrlich moderne Zeiten? – über Wirtschaft, Monarchie, Kultur und Gesellschaft einer Epoche (2013-14)
- Une campagne militaire romaine oubliée. La bataille du Harzhorn – Vestiges et témoignages sur le Harzhorn (2013-14)
- Ein- und Ausschnitte – Uwe Brodmann fotografiert das Landesmuseum (2014)
- Le Zèbre de Goethe (2014)
- Comment l'Homme voit le Singe (2014-15)
- 1914… l'effroyable guerre[6] (2014-15)
- Quand le héros est-il héroïque ? Le Duc noir 1815-2015 (2015)